# Arenaria festucoides
Arenaria festucoides là loài thực vật có hoa thuộc họ Cẩm chướng. Loài này được Benth. mô tả khoa học đầu tiên năm 1834.